# Cullomburg (Alabama)
Cullomburg es un lugar designado por el censo ubicado en el condado de Choctaw en el estado estadounidense de Alabama. En el año 2010 tenía una población de 171 habitantes.

## Geografía
Cullomburg se encuentra ubicado en las coordenadas 31°42′50″N 88°17′49″O / 31.71389, -88.29694.